# Feels Like Fire
"Feels Like Fire" foi lançado a marzo de 2003 como segundo single, fora do território americano, do álbum da banda Santana, Shaman. A canção conta com a participação vocal da cantora britânica Dido.
"Nothing at All" foi lançado como segundo single do álbum nos Estados Unidos.

## Faixas e formatos

### CD promocional
CD lançado apenas na Polónia
| # | Título                              | Tempo |
| - | ----------------------------------- | ----- |
| 1 | "Feels Like Fire" (Versão do álbum) | 4:39  |

## Desempenho

### Posições
| Tabelas musicais (2004)   | Melhor posição |
| ------------------------- | -------------- |
| New Zealand Singles Chart | 26             |
| Spain Singles Chart       | 29             |